# Neolophonotus hessei
Neolophonotus hessei là một loài ruồi trong họ Asilidae. Neolophonotus hessei được Londt miêu tả năm 1986. Loài này phân bố ở vùng nhiệt đới châu Phi.